# Tomáš Kobza
Tomáš Kobza (* 17. března 1981) je bývalý český zápasník–judista. Připravoval se v Praze na Folimance v Univerzitním sportovním klubu (USK). V české seniorské reprezentaci působil v letech 1999 až 2008 v polotěžké váze. Do příchodu Lukáše Krpálka si řadu let udržoval pozici nejlepší české těžké váhy. Ve světě vrcholového mezinárodního juda se však neprosadil. Dvakrát se účastnil mistrovství Evropy seniorů v roce 2003 a 2004 v polotěžké váze do 100 kg. Vrcholem jeho sportovní kariéry byla účast na mistrovství světa v Osace v roce 2003. Titul mistra republiky získal celkem devětkrát.

## Výsledky
| Turnaj             | 1999    | 2000    | 2001           | 2002           | 2003           | 2004           | 2005           | 2006           | 2007           | 2008           |
| Turnaj             | 18      | 19      | 20             | 21             | 22             | 23             | 24             | 25             | 26             | 27             |
| Turnaj             | střední | střední | polotěžká váha | polotěžká váha | polotěžká váha | polotěžká váha | polotěžká váha | polotěžká váha | polotěžká váha | polotěžká váha |
| ------------------ | ------- | ------- | -------------- | -------------- | -------------- | -------------- | -------------- | -------------- | -------------- | -------------- |
| Olympijské hry     |         | —       |                |                |                | —              |                |                |                | —              |
| Mistrovství světa  | —       |         | —              |                | úč.            |                | —              |                | —              |                |
| Mistrovství Evropy | —       | —       | —              | —              | úč.            | úč.            | —              | —              | —              | —              |
| MS juniorů         |         | —       |                |                |                |                |                |                |                |                |
| ME juniorů         | úč.     | úč.     |                |                |                |                |                |                |                |                |